# Autorské ocenění YouTube

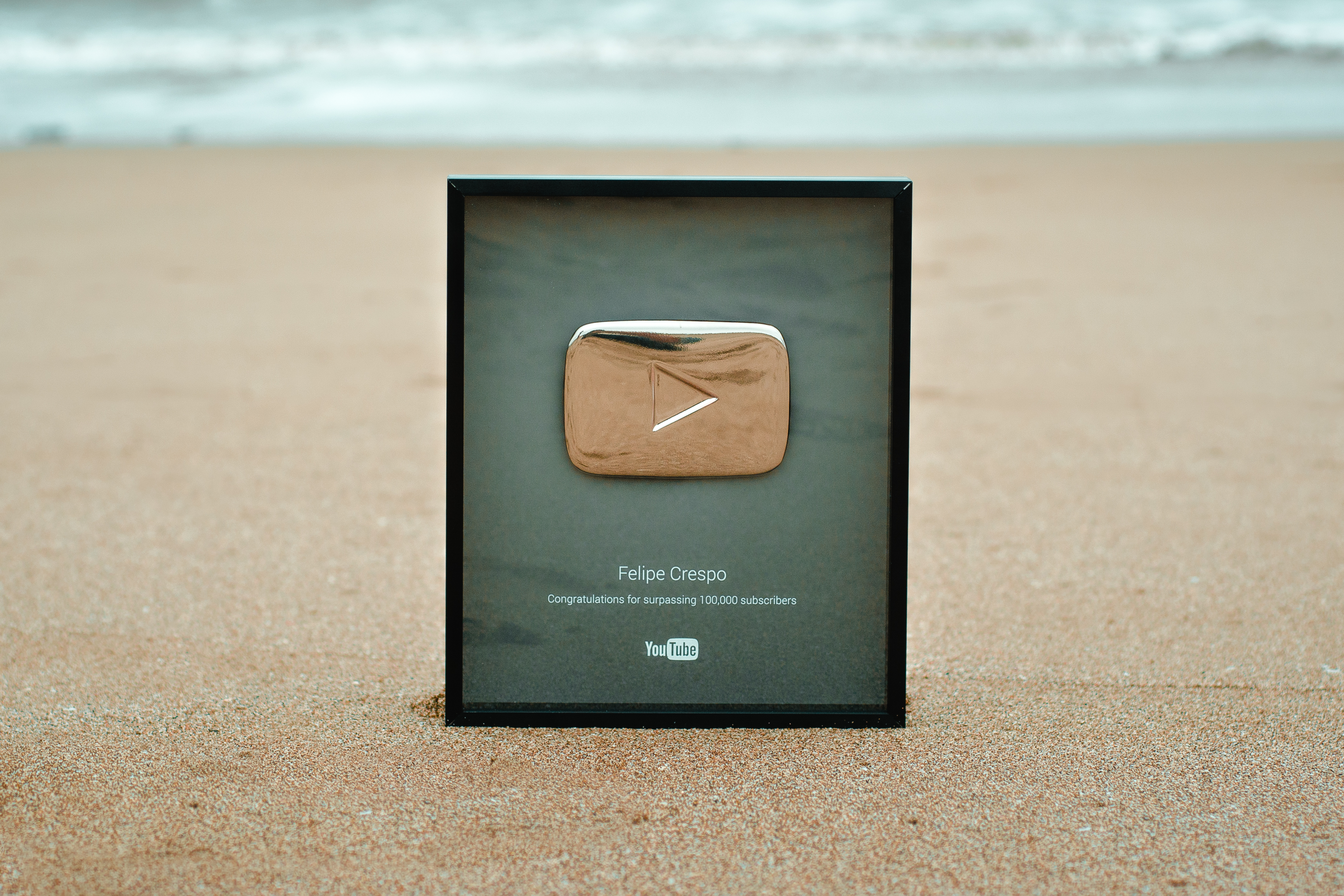
Stříbrný Play Button od Felipe Crespo (starý vzhled Play Buttonu)

Tlačítko přehrávání YouTube, inspirováno pro vytvoření ocenění Play Button

Autorské ocenění YouTube (anglicky YouTube Creator Awards), běžně známá jako YouTube Play Button, jsou sady ocenění z YouTube, jejichž cílem je rozpoznat nejoblíbenější kanály. Jsou založeny na počtu odběratelů kanálu, ale jsou nabízeny na základě vlastního uvážení YouTube. Každý kanál je před udělením ceny zkontrolován, aby bylo zajištěno, že se kanál řídí pokyny pro komunitu YouTube. YouTube si vyhrazuje právo odmítnout rozdat ocenění kanálům, která natáčí politické obsahy a různé kritiky.

## Ocenění
Když ověřený kanál YouTube dosáhne určité hodnoty a lze získat odměny od tvůrce YouTube, získají ocenění se symbolem tlačítka přehrání YouTube. Ocenění mají různé velikosti: každá ocenění a plaketa se s počtem odběratelů kanálu postupně zvětšuje. V současné době existují pět různých úrovní ocenění, které byly několikrát oceněny.
- Stříbrný Play Button je udělován kanálům, které dosáhnou 100 000 odběratelů. Stará verze byla vyrobena z niklu pokovené slitiny mědiniklu. Nová verze (od 1. března 2017) je složena z 92 % niklu, 5 % uhlíku a 2,5 % zinku, se stopami jiných kovů. V březnu 2018 byl vzhled ceny změněn z kovového tlačítka umístěného v okenní krabici s názvem kanálu vytištěným na předním skleněném panelu na kovovou plaketu s čistě vyhlížejícím plochým designem, na níž je vyraženo jméno kanálu. Kanály na této úrovni jsou také schopni požádat o digitální ověřovací odznak. K červenci 2023 vlastní stříbrný play button přes 300 000 YouTube kanálů.
- Zlatý Play Button je udělován kanálům, které dosáhnou 1 000 000 odběratelů. Je vyroben z pozlacené mosazi. V březnu 2018 byl vzhled ocenění změněn z kovového tlačítka umístěného v okenní krabici s názvem kanálu vytištěným na předním skleněném panelu na čistě vyhlížející kovovou plaketu s plochým designem, na níž je vyraženo jméno kanálu. K červenci 2023 vlastní zlatý play button 29 000 YouTube tvůrců.
- Diamantový Play Button je udělován kanálům, které přesáhnou hranici 10 000 000 odběratelů. Tento diamantový play button však není vyroben z pravých diamantů. Je vyroben z postříbřeného kovu, do kterého je vsazen bezbarvý křišťál. K červenci 2023 vlastní diamantový play button 985 YouTube kanálů.
- Speciální Play Button je udělován kanálům, které přesáhnou hranici 50 000 000 odběratelů. K červenci 2023 získalo toto ocenění 40 YouTube kanálů. Zde je žebříček prvních sedmnácti: 
  - Dne 18. prosince 2016 byl PewDiePie prvním kanálem YouTube, který dosáhl 50 milionů odběratelů. Jako dárek získal trofej rubínové barvy. Přezdíval cenu Ruby Play Button (Rubínový Play Button). Bylo vytvořeno ve tvaru jeho loga kanálu: ruka sevřená v pěst - dle PewDiePie zvaný "Brofist".
  - T-Series je druhý YouTube kanál, který získal 50 milionů odběratelů. Firma získala ocenění v 11. září 2018. Na něm je zobrazeno písmeno T, a na rozdíl od ocenění PewDiePie je ocenění pro T-Series bezbarvá.
  - V únoru 2019 5-Minute Crafts je třetí YouTube kanál, který dosáhl 50 milionů odběratelů.
  - Cocomelon – Nursery Rhymes je čtvrtý kanál, který dosáhl 50 milionů odběratelů v červnu 2019.
  - SET India je pátým kanálem, který dosáhl 50 milionů odběratelů v červnu 2019.
  - KondZilla je šestý kanál, který dosáhl 50 milionů odběratelů v červnu 2019.
  - WWE dosáhl 50 milionů odběratelů v říjnu 2019.
  - Justin Bieber a Zee Music Company dosáhli 50 milionů v únoru 2020.
  - Dude Perfect, Kids Diana Show a Like Nastya dosáhli 50 milionů 2020 v březnu 2020.
  - Vlad a Niki dosáhl 50 milionů odběratelů v srpnu 2020.
  - Zee TV dosáhl 50 milionů odběratelů v září 2020.
  - Blackpink dosáhl 50 milionů odběratelů v říjnu 2020.
  - Marshmello dosáhl 50 milionů odběratelů v listopadu 2020.
  - MrBeast dosáhl 50 milionů odběratelů v lednu 2021.
- Červený Diamantový Play Button pro kanály, které dosáhnou nebo překonají 100 000 000 odběratelů. Je podobný jako Diamantový Play Button za 10 milionů odběratelů a obsahuje trojúhelník tlačítka přehrávání s velkým tmavě červeným krystalem. V současné době existuje 7 kanálů, které dosáhly této úrovně. Zde je žebříček pěti prvních:
  - T-Series (29. května 2019)
  - PewDiePie (25. srpna 2019)
  - Cocomelon (12. prosince 2020)
  - SET India (28. března 2021)
  - MrBeast (28. července 2022)

## Benefity
Kromě ocenění se dají získat alternativní výhody:
- Grafit pro kanály, které dosahují nebo překonávají 100 odběratelů.
- Opál pro kanály, které dosáhnou nebo překonají 1 000 odběratelů. Je také jedním ze tří požadavků, které se týkají zpeněžení v Partnerském programu YouTube. Dvě jsou minimální počet hodin sledování diváků za posledních 12 měsíců a kontrola obsahu kanálu za účelem určení způsobilosti. Kanály se zpeněžením mohou také povolit Super Chat, zatímco herní kanály mohou také umožnit členství v kanálech.
- Bronz pro kanály, které dosahují nebo překonávají 10 000 odběratelů. Pokud je kanál zpeněžen, přidá tato úroveň možnost zpeněžit Teespring.